# 西里伯斯剛毛鼠屬
西里伯斯剛毛鼠屬（Echiothrix），哺乳綱、囓齒目、鼠科的一屬，而與西里伯斯剛毛鼠屬（西里伯斯剛毛鼠）同科的動物尚有西里伯斯柔毛鼠屬（西里伯斯柔毛鼠）、印度灌鼠屬（印度灌鼠）、琉球鼠屬（琉球鼠）、長嘴鼠屬（長嘴鼠）等之數種哺乳動物。

## 下属物种
本属包括以下物种：
- Echiothrix centrosa Miller & Hollister, 1921
- Echiothrix leucura Gray, 1867